# Parc national de Bras d'Eau
Le parc national de Bras d'Eau est l'un des trois parcs nationaux de Maurice. Il est situé dans le nord-est de l'île Maurice. 

## Flore et faune

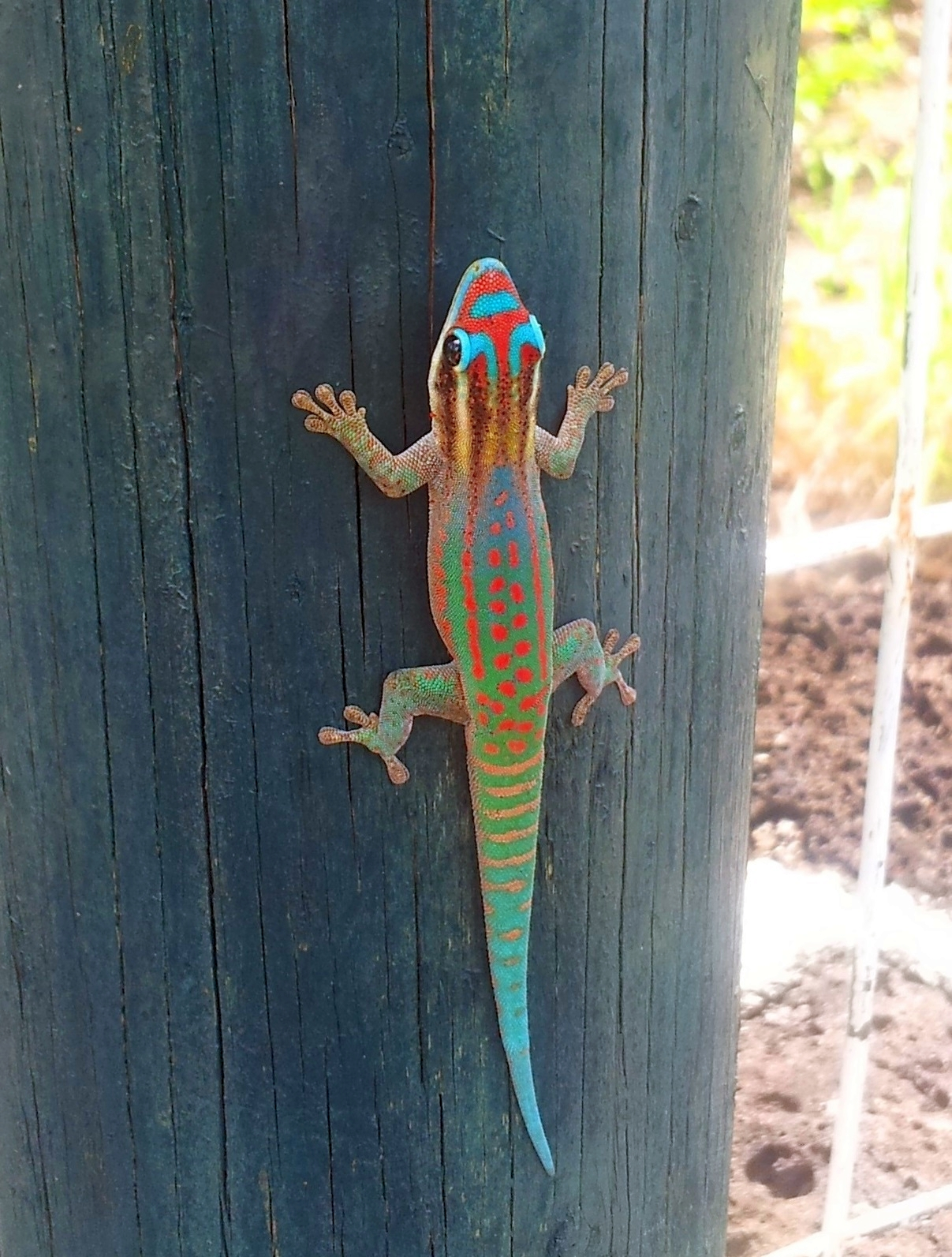
Gecko diurne orné au parc national de Bras d'Eau.

Après la destruction des forêts indigènes de Maurice, la plupart des terres furent utilisées pour des plantations à vocation commerciale. On y a planté des arbres exotiques tels que l'acajou, et des espèces des genres Araucaria, Tecoma et Eucalyptus. La plus grande partie du parc couvre ces plantations artificielles. Toutefois, des zones abritant la biodiversité originale existent encore. La quasi-extinction de certaines espèces indigènes a motivé la création du parc.

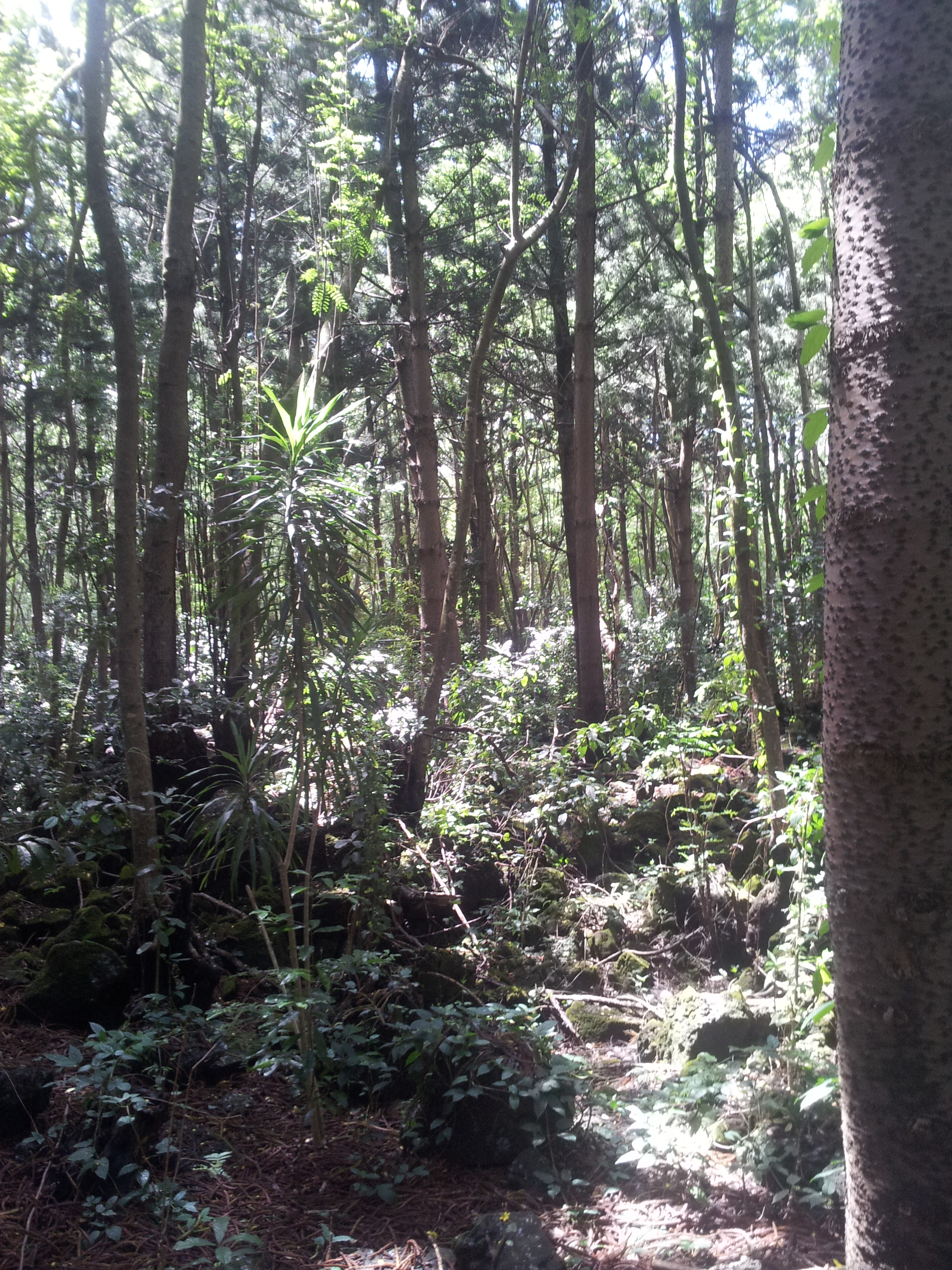
Retour progressif d'espèces mauriciennes rares et endémiques sur le tapis forestier des plantations d'Araucaria.

Deux espèces d'arbres géants originaires de Maurice survivent encore dans le parc national : Diospyros melanida et Diospyros egrettarum, qui donnent du bois d'ébène. Ils formaient autrefois une partie des forêts indigènes originales de la région, de même que  d'autres espèces survivantes endémiques telles que Sideroxylon boutonianum (« bois de fer »). Parmi les plantes herbacées, on compte des fougères presque éteintes, telles que Doryopteris pilosa et l'espèce aquatique Acrostichum aureum (en), ainsi que l'orchidée Oeoniella polystachys.
La plupart des grandes espèces d'animaux sont déjà éteintes. Toutefois, le parc sert encore de réserve naturelle pour plusieurs espèces d'oiseaux endémiques et rares.

## Désignation et historique
Le nom de la zone dérive de l'étendue d'eau en forme de bras qui s'étend sinueusement à partir de la mer jusque dans les terres, entre la baie de Belcourt et Point Radeau. 
Le parc a été créé le 25 octobre 2011. C'est le second parc national terrestre que compte Maurice. Le troisième parc national du pays, Islets, est au large de la côte nord-est. Cette désignation a été faite conformément à l'alinéa 11(1) de la Loi sur la faune et les parcs nationaux de 1993.
Comme les autres parcs nationaux, Bras d'Eau est géré par le Service des parcs nationaux et de la conservation de Maurice. Toutefois, contrairement au parc national des gorges de Rivière Noire, Bras d'Eau est plus rarement visité. 

## Emplacement
Le parc national est situé dans le nord-est de l'île Maurice, sur la côte près de Poste Lafayette. Il fait environ 497,2 hectares (1 229 acre), et est composé en partie de terres domaniales de Bras d'Eau, et de certaines réserves environnantes.
Un grand plan d'eau appelé Mare Sarcelle couvre près de 89 hectares (220 acre) du parc. En plus d'une multitude d'étangs abritant des fougères et orchidées autochtones, la Mare Sarcelle accueille des mangroves et beaucoup d'oiseaux. Le plan d'eau est en passe de devenir très populaire auprès des randonneurs et des observateurs d'oiseaux. 
Le parc est aussi le site du Mauritius Radio Telescope (en). Bras d'Eau recèle des ruines au sein de sa forêt, notamment les vestiges d'un moulin à canne à sucre et d'un four à chaux. 
Il y a un site de pique-nique avec des tables en bois dans la forêt. Les sentiers de randonnée sont balisés. 